# Roupala pseudocordata
Roupala pseudocordata är en tvåhjärtbladig växtart som beskrevs av Henri François Pittier. Roupala pseudocordata ingår i släktet Roupala och familjen Proteaceae. Utöver nominatformen finns också underarten R. p. jahnii.